# Prärievansinne

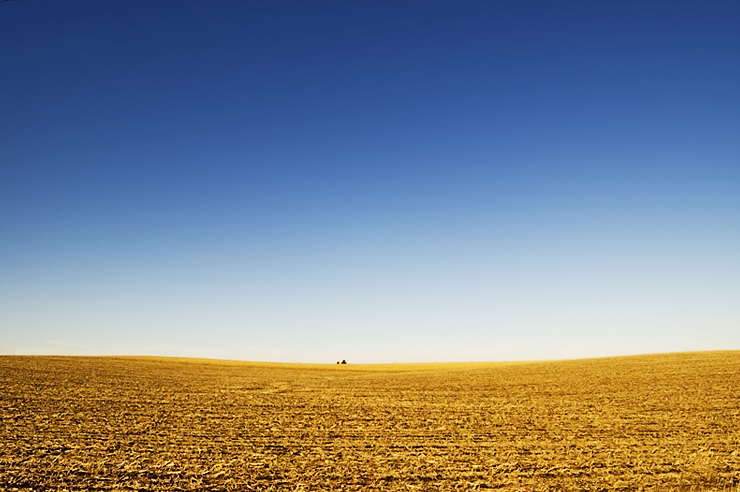
Stora slätterna i Nebraska.

Prärievansinne eller präriefeber var en sinnesstämning som drabbade europeiska bosättare på de Stora slätterna under kolonisationen av den kanadensiska prärien och västra USA under 1800-talet. Nybyggare som ursprungligen kom från gles- eller landsbygd drabbades av mental nedbrytning orsakad av hårda livsvillkor och extrem isolering ute på prärien. Symtomen inkluderade depression, tillbakadragande, förändringar av den personlig karaktären, av vanor och våldsbenägenhet. Ibland resulterade det i att den drabbade flyttade tillbaka österut och i extrema fall självmord.
Sinnesstämningen är inte ett kliniskt tillstånd, utan snarare ett återkommande ämne i tidningsskrifter, skönlitteratur och facklitteratur från perioden som beskrev ett inte ovanligt  fenomen. Eugene Virgil Smalley 1893: "oroväckande många fall av sinnessjukdom uppstår bland jordbrukare och deras fruar i de nya präriestaterna."

## Orsaker
Prärievansinne orsakades av isoleringen och de tuffa levnadsförhållanden på prärierna. Regionernas topografi och geografi bidrog till isolationen. De flesta exempel på fall kommer från området Stora slätterna. En annan förklaring till den starka isolationen var Homestead Act från 1862. Lagstiftaren föreskrev att man kunde få ett område på ca 65 hektar (160 acres) om man klarade av leva på arealen och göra något av den under en femårsperiod. Gårdarna låg minst en halv engelsk mil från varandra, men vanligtvis var avstånden större.
Avsaknaden av snabba och lättillgängliga kommunikationer var också en orsak. Nybyggare bodde långt ifrån varandra och kunde inte träffa varandra eller komma till stan så lätt. De som hade familj kvar på östkusten kunde inte besöka den utan att underkasta sig en lång resa. De var väldigt ensamma. Denna isolering orsakade även problem med medicinsk vård.  Det tog så lång tid att färdas ut till eller från gårdarna att när barn blev sjuka hann de dö under transporterna. Detta orsakade mycket trauma för föräldrar och bidrog till syndromet.
En annan viktig orsak till prärievansinne var slättens hårda väder och miljö med dess långa, kalla, vintrar fyllda med snöstormar följda av korta varma somrar. När väl vintern kom var det som om alla tecken på liv, växtlighet och djur försvann. Jordbruksfamiljer kunde vara instängda i sina hus under en meter snö när snöstormar slog till flera dagar åt gången.
Det fanns få träd och det platta landskapet sträckte sig mil efter mil. En del nybyggare har berättat speciellt om den kraftfulla vinden som drog genom prärien högt tjutandes, helt främmande jämfört med vindar de upplevt tidigare i livet. 

## Riskfaktorer
Många fortsatte vara väldigt bundna till sina tidigare sätt att leva österut och i sina försök att få sina nya hem i väst att likna deras gamla så utlöstes ibland vanvettet. Andra försökte anpassa sig till de helt nya sätten att leva och övergav det gamla invanda, men blev ändå offer för galenskap. Några livshanteringsstrategier för att undkomma detta känslomässiga med att ha flyttat till prärien var att ständigt flytta till nya platser eller att till slut flytta tillbaka österut.
Invandrare var särskilt utsatta. De drabbades inte bara av isoleringen, utan som bosättarfamilj hade de ofta ett annat språk och seder. Separeringen från samhället blev större. Invandrarfamiljer från Europa drabbades extra hårt ifall de också kom från samhällen med små byar där man arbetade nära och var mycket beroende av varandra. Livet på prärien kunde var en fruktansvärd chock för dem.